# Substrat basc en les llengües romàniques
El substrat basc en les llengües romàniques comprèn tots els fenòmens d'interferència lingüística del basc o en algunes variants del llatí de la península Ibèrica i en algunes de les llengües romàniques que en deriven.

## Història
Una teoria força popular a començaments del segle XX sobre la divergència de les llengües romàniques és la teoria del substrat segons la qual un dels motius de diversificació és que el llatí dels conqueridors no s'havia après amb exactitud o almenys estava influenciat per la llengua preromana autòctona de cada regió a la qual va arribar la llengua de l'Imperi. D'acord amb aquest enfocament, van tractar-se d'explicar algunes característiques específiques de les llengües romàniques de la península Ibèrica i del gascó a França com a resultat de transferència de característiques lingüístiques del basc.
De manera recíproca, en el basc s'aprecia també un fortíssim impacte del llatí en el lèxic usual, que fins a cert punt va fer que s'ampliés l'inventari fonològic de la llengua basca. Des que va produir-se el primer contacte amb la llengua llatina, al voltant del segle ii aC, el basc i les llengües romàniques van influenciar-se mútuament, de diferents maneres, però, tot i que sobretot pel que fa als manlleus lèxics. Òbviament, la influència s'ha produït des del llatí cap al basc, però també hi ha algunes aportacions basques en les llengües romàniques (a l'aragonès, al castellà i al gascó principalment).
Les dades històriques mostren la idea de Coromines que la llengua basca va tenir una gran vitalitat i prestigi a la Baixa Antiguitat i a l'Alta Edat Mitjana, i el territori en què es parlava era notablement més ample que l'actual, ja que s'estenia com a mínim al nord d'Aragó i de Catalunya, així com a gran part de Gascunya (sud-oest de França). Durant un breu període durant el segle x, el Regne de Navarra fou el regne més fort de la península Ibèrica, per això va tenir un paper destacat en l'inici de la Reconquesta.
Maria Teresa Echenique considera que des dels primers segles de l'era actual, hi va haver contacte a la zona de parla basca, i això podria haver facilitat la mútua influència. Echenique pressuposa que va haver-hi un continu dialectal de varietats romàniques del nord de la Península (des del gallec fins al català) en què varen participar varietats romàniques al País Basc.

### Naixement del castellà i la influència del basc
El castellà és una llengua romànica del grup ibèric, original del comtat de Castella, a les províncies espanyoles de Burgos, Biscaia i Àlaba; posteriorment Regne de Castella, que incloïa aproximadament la província espanyola de Burgos i les comunitats autònomes del País Basc, La Rioja i Cantàbria. En aquesta àrea se suposa que es parlava basc habitualment el segle v, quan va començar a considerar-se una parla bàrbara i el llatí encara era la llengua culta i escrita pròpia del món cristià.
El llatí era parlat i escrit per les classes cultes, com a llengua d'estat transmissora de cultura escrita, mentre que el basc el mantenien popularment a zones rurals -era només oral, ja que encara no s'expressava per escrit- i es reforçava per les repoblacions amb navarresos durant la Reconquesta. Per això no és gens estrany que uns dels primers texts en llengües romàniques, els cartularis de Valpuesta (Burgos) (segle ix), com les Glosses Emilianenses, de les acaballes del segle x o començaments del xi, que es conserven al Monestir de San Millán de Yuso, a San Millán de la Cogolla (La Rioja) incloguin noms personals i frases en basc.

### L'aragonès i la influència del basc
Històricament les varietats del navarro-aragonès són les parles romàniques que van tenir més contacte amb el basc. Aquestes varietats presenten també diversos canvis fonètics del castellà que han estat atribuïts a una possible influència basca.

### El gascó i la influència del basc
La presència d'un substrat basc-aquità en època romana sembla més clarament documentada al nord dels Pirineus que no pas al sud. De fet, la moderna regió de Gascunya i la varietat d'occità que s'hi parla, el gascó, tenen com a origen del seu nom el topònim Wascònia, clarament relacionat amb l'etnònim basc, d'on va derivar el gentilici basc.
El gascó és la varietat més divergent de l'occità i alguns dels seus trets, com l'aspiració de la efa inicial, han tractat d'ésser explicats per influència del substrat basc. Cal recordar també que una forma de l'occità, l'aranès, parlat a la Vall d'Aran (Catalunya) pren el seu nom directament de la paraula basca per anomenar vall.

## Influència a nivell fonètico-fonològic
A nivell fonètic es pot distingir dues àrees d'influència basca:
1. D'una banda tenim trets que tenen un epicentre clar a la zona basca i que es difonen a zones limítrofes tot afectant el castellà, el gascó, el navarro-aragonès i part del dialecte occidental del català. D'aquesta mena de trets es pot discutir si es tracta d'una innovació local compartida o d'un influx de la pronúncia basca, tot i que les dades de reconstrucció del protobasc indueixen a creure que almenys la majoria serien trets d'origen basc.
2. D'una altra, tenim una sèrie de trets que s'estenen des d'Aquitània per la zona cantàbrica fins a Galícia i el nord de Portugal. De vegades s'ha considerat que s'haurien originat en un substrat previ desconegut que hauria influenciat a tota la zona, fins i tot al basc. Aquest substrat suposadament explicaria una sèrie de coincidències fonètiques comunes entre el galaicoportuguès i el basc-aquità, com la caiguda de la ena intervocàlica i la palatalització del diftong /au/ originari, així com les restes d'un sistema de compte vigesimal a Zamora, Cantàbria i Portugal (sistema que és l'únic existent en basc). S'ha proposat fins i tot identificar aquest substrat amb els lígurs. Al capdavall, tampoc no pot descartar-se l'origen basc d'aquests trets o que aquest substrat fos eusquèric, i els lígurs són un poble del qual amb prou feines se'n sap alguna cosa segura sobre la seva llengua.

Els trets fonètics que probablement provenen d'influència basca serien els següents:
1. Estructura vocàlica amb només cinc vocals (no distingeix com el català o el gallec entre vocals obertes i tancades).
2. Betacisme: neutralització de la fricativa i l'oclusiva labials a favor de l'oclusiva (bilabial oclusiva /b/). És un tret que es troba en dialectes septentrionals del portuguès, gallec, castellà, asturià, occità gascó i central, aragonès, català nord-occidental i central, i sard.
3. Canvi fonètic de la efa inicial, després de passar per una fase d'aspiració (/h/). En canvi, també es troba en el gascó, per això l'explicació a partir del substrat basc sembla plausible. Tanmateix, el canvi es troba també en les varietats interiors més arcaiques del sard, en l'italià calabrès i en varietats romaneses, on, per raons lògiques geogràfiques, no va poder haver-hi cap influència basca. En aquests altres casos, el recurs al basc, doncs, no és raonable. De fet, és possible que aquest canvi fins i tot en castellà tampoc tingui un origen en el basc.
4. Pèrdua de les sibilants sonores que s'ensordeixen i passen a confondre's amb les sordes. Tal com va observar Martinet, aquesta simplificació fa que el complex sistema de sibilants del castellà antic es convertís en un semblant al del basc. Aquest tret també diferencia el gallec del portuguès. Això no obstant, aquest reajustament de les sibilants és tardà i no va donar-se fins al segle xvi, per això podria ser independent de la influència basca.
5. Aparició eventual d'una vocal protètica davant d'erra inicial. Aquest fenomen es documenta amb claredat en gascó i en castellà antic (així, aredondo per redondo; rodó). Aquesta epèntesi també es dona en italià, per tant la influència basca no es pot considerar l'única possibilitat.
6. Existència d'una apicoalveolar /s/ en oposició a un fonema dentoalveolar o dental /s̺/, /θ/. Tanmateix, la primera també es troba en diversos dialectes romànics del nord d'Itàlia, per tant podria descartar la influència basca.

## Influència a nivell lèxico-semàntic

### Topònims
Tot de pobles de l'interior de la península Ibèrica, sobretot a la província d'Àvila, com Mingorría, Niharra, tots els pobles anomenats Arros i Naharros, tots els que contenen els prefixos blasco- i muño-: Muñogalindo, Muñana, Mengamuñoz, Muñogrande, Muñotello, Muñomer, Blasconuño. Pobles de Segòvia i de Madrid. Els que acaben en -eta (en francès -ette), -egi (en francès -eguy), -aga, -arra, -aca, -edo i -ola, o els que comencen per Nava- o Naba- (topònims molt comuns a Àvila). La presència d'aquests topònims a zones com Àvila, considerades fora del límit de la influència basca, es deu a repoblacions realitzades durant l'Edat Mitjana amb colons procedents del nord de la Península i Gascunya. El mateix fenomen es troba a altres llocs, més aïllats, de Castella - la Manxa i Castella i Lleó. Tanmateix, la presència de topònims bascs a Aragó, Catalunya i al nord de Castella, com per exemple en català la Vall d'Aran (literalment, vall de la vall), Massís del Besiberri, Juberri, Bisaurín... sí que es relacionen amb poblacions estables de parlants en aquelles zones.
Un altre tipus de topònims bascs molt estesos són els que comencen per Cha- seguit d'un patronímic. Això es deu a l'ampli ús que va tenir a l'Edat Mitjana l'apel·latiu basc echa (en basc actual, aita, pare) com a títol honorífic. Entre aquests topònims hi ha per exemple Chamartín (a Madrid i a Àvila), Chaherrero (Àvila), Chagarcía (província de Salamanca), Muñochas (Àvila) o Chavela (Madrid).

### Cognoms
A més dels cognoms fàcilment recognoscibles com a bascs i que es troben amb normalitat com a cognoms ja castellans (per exemple Mendizábal) són nombrosos també els cognoms bascs incorporats a l'onomàstica castellana.
La més reeixida aportació del basc a l'antroponímia mundial és el nom de Xabier, en català Xavier. Prové del poble de Xabier (Navarra) i va popularitzar-se perquè va néixer en aquest poble Francesc Xavier. Xabier també és un topònim que és una de les diverses variants d'Etxeberri (casa nova).
D'altra banda, el cognom d'origen basc més estès és el de Garcia (amb les seves formes antigues Garsea o Garzea), que prové de gaztea (jove) o de hartz (ós). Al començament s'utilitzava com a nom (Garcia o Garcés), però, amb el pas del temps, en prohibir-se l'ús de noms no cristians, va fer-se servir com a cognom.
D'altres cognoms coneguts d'origen basc en castellà són Mendoza (de Mendi-hotz, mont fred), Aznar (en forma antiga Azenari, d'aze(a)ri, guineu), Bolívar (de bolu-ibar), Cortázar (de korta-zahar, estable vell), Ochoa (d'otso-a, el llop), Barrios (a partir de Barrioz, nou casal format per la unió matrimonial) i Ortiz, adaptació basca de Fortuno.